# Ville Salmikivi
Ville Salmikivi (Helsinki, 20 maggio 1992) è un calciatore finlandese, attaccante svincolato.

## Carriera
Ha giocato nella prima divisione dei campionati finlandese (106 presenze e 16 reti) e bulgaro (14 presenze ed una rete), giocando inoltre anche 5 partite nei turni preliminari di UEFA Europa League.

## Palmarès

### Club

#### Competizioni nazionali
- Kakkonen: 1

PK-35 Vantaa: 2020 (gruppo A)

### Individuale
- Capocannoniere dell'Ykkönen: 1

2011 (20 reti)